# Paradosso della predestinazione
Il paradosso della predestinazione (chiamato anche curva causale, curva di causalità e, meno frequentemente, curva chiusa) è un ipotetico paradosso di un teorico viaggio all'indietro nel tempo, usato spesso nella fantascienza, per il quale, nonostante un viaggiatore temporale sia coinvolto in una catena di eventi, la storia futura non si modifica, a causa dell'esistere di una predestinazione. 
Poiché vi è la possibilità di influenzare il passato durante il viaggio, un modo di spiegare il perché la storia non cambi consiste nell'ammettere che qualsiasi cosa sia avvenuta doveva accadere. Un viaggiatore del tempo che alteri il passato in questo modello, intenzionalmente o meno, otterrebbe solo di adempiere al suo ruolo nel creare la storia come si è sviluppata invece di cambiarla (secondo il principio di autoconsistenza di Novikov) o, in alternativa, si può pensare che la personale conoscenza storica del viaggiatore già includa la sua propria esperienza del passato.

## Esempi
Un duplice esempio di questo paradosso è presente nell'Edipo di Sofocle:
Un altro esempio è mostrato nella serie televisiva The Twilight Zone:
Una variante del paradosso che implica l'informazione, piuttosto che l'oggetto materiale, attraverso il viaggio temporale è simile alla Profezia che si autoadempie:
Nel testo della canzone Iron Man del gruppo inglese Black Sabbath viene raccontata la storia di un uomo che, grazie a una macchina del tempo, vede nel futuro un mondo devastato e apparentemente postapocalittico. Torna così nella sua epoca per cercare di avvertire i suoi coevi ma, a causa del viaggio di ritorno, viene trasformato in un mostro, una sorta di Iron Man. Causa così paura nella popolazione che cerca di arginarlo con la forza, senza riuscirci. Il mondo di distruzione che l'uomo aveva visto viaggiando nel tempo si è avverato.
Nella canzone Samarcanda di Vecchioni, riprendendo una leggenda orientale, l'autore racconta che un soldato, vista la Morte che lo guarda con curiosità durante i festeggiamenti della vittoria di una battaglia appena terminata, fugge a perdifiato a cavallo verso la città di Samarcanda. Qui arrivato scopre che la sua corsa è servita solo ad arrivare puntuale all'appuntamento con la Morte che lì lo aspettava.